# 1808 aux États-Unis
Pour des articles plus généraux, voir Chronologie des États-Unis et 1808.
Chronologie des États-Unis
- 1804
- 1805
- 1806
- 1807
- 1808
- 1809
- 1810
- 1811
- 1812

Cette page concerne des événements d'actualité qui se sont produits durant l'année 1808 du calendrier grégorien aux États-Unis.

## Gouvernement
- Président : Thomas Jefferson (Républicain-Démocrate).
- Vice-président : George Clinton (Républicain-Démocrate).
- Secrétaire d'État : James Madison.
- Chambre des représentants - Président :  Joseph Bradley Varnum (Républicain-Démocrate).

## Événements
- 1er janvier : la loi du 2 mars 1807[1] sur l'interdiction de l’importation d’esclaves entre en vigueur.
- 11 février : du charbon anthracite est utilisé pour la première fois. Ce sera l'une des matières énergétique principale de la révolution industrielle américaine.
- 6 avril : l'American Fur Company ou Compagnie Américaine des Fourrures est fondée par John Jacob Astor.
- 8 septembre : William Short est nommé ambassadeur en Russie[2].
- Novembre, Élection présidentielle américaine de 1808 : le républicain démocrate James Madison obtient un premier mandat de président des États-Unis après avoir battu le fédéraliste Charles Cotesworth Pinckney.

## Décès
- 14 février: John Dickinson, (° 2 novembre 1732), avocat et politicien, grande figure de la Révolution américaine.

#### Articles généraux
- Histoire des États-Unis de 1776 à 1865
- Évolution territoriale des États-Unis

#### Articles sur l'année 1808 aux États-Unis
- Élection présidentielle américaine de 1808